# 한국 중세의 교육
한국 중세의 교육은 한반도에서의 고려 시대 기간 동안 이루어진 교육을 의미한다.

## 같이 보기
- 고려의 교육